# Luigi Cingolani
Luigi Cingolani (Foligno, 13 aprile 1923 – ...) è stato un calciatore italiano, di ruolo difensore.

## Caratteristiche tecniche
È stato un difensore centrale.

## Carriera
Luigi Cingolani comincia la sua carriera all'età di 16 anni, tra le file dell'Audace SME, squadra di Verona che nella stagione 1939-1940 giocava in Serie C. Rimane all'Audace fino al 1942, con un numero imprecisato di presenze e reti vista la mancanza di fonti dovuta soprattutto alla Seconda Guerra Mondiale in corso. Nella stagione 1940-1941 l'Audace SME aveva vinto il girone B di Serie C.
Nella stagione 1942-1943 Cingolani milita nel Verona, squadra che ottiene la promozione in Serie B e con la cui maglia il difensore colleziona, fino al 1947, ben 98 presenze, condite da una rete.
Nel 1947, dopo l'ottavo posto nel girone B di Serie B con il Verona, Cingolani si trasferisce al Bologna in Serie A, dove totalizza ben 70 presenze.
Nel 1952 Cingolani passa al Bari, squadra reduce da una triplice retrocessione, dalla Serie A alla IV Serie (quarto livello del calcio italiano all'epoca), dove totalizza solamente 4 presenze, mentre il Bari si ferma al sesto posto. Nella stagione successiva il Bari sarà promosso in Serie C e sarà Campione d'Italia IV Serie. Nel 1954 comunque Cingolani si trasferisce al Belluno sempre in IV Serie, dove gioca fino al 1956-1957, totalizzando più di 36 presenze. Quell'ultima stagione coincide con la promozione della squadra veneta nel Campionato Interregionale.
In totale Cingolani gioca 5 stagioni in Serie A, 5 in Serie B, 4 in Serie C e 5 in IV Serie.